# Axsjön (Hannäs socken, Småland)
Axsjön är en sjö i Åtvidabergs kommun i Småland och ingår i Vindåns huvudavrinningsområde. Sjön har en area på 0,062 kvadratkilometer och ligger 76,3 meter över havet.

## Delavrinningsområde
Axsjön ingår i det delavrinningsområde (644114-153971) som SMHI kallar för Utloppet av Vindommen. Medelhöjden är 49 meter över havet och ytan är 79,36 kvadratkilometer. Räknas de 13 avrinningsområdena uppströms in blir den ackumulerade arean 231,38 kvadratkilometer. Avrinningsområdets utflöde Vindån (Fänån) mynnar i havet. Avrinningsområdet består mestadels av skog (54 procent) och jordbruk (19 procent). Avrinningsområdet har 13,78 kvadratkilometer vattenytor vilket ger det en sjöprocent på 17,4 procent.